# جيمس كلارك
جيمس هنري كلارك (بالإنجليزية: James Henry Clark)‏ (ولد في 23 مارس 1944) هو اميركي مقاول وعالم الكمبيوتر. أسس عدد من شركات التكنولوجيا، بما في ذلك سيليكون غرافيكس ، شركة نتسكيب وعمل على عدد من البحوث في رسومات الحاسوب أدت إلى تطوير نظم لتقديم سريع من الصور ثلاثية الابعاد الكمبيوتر ثلاثة

## روابط خارجية
- جيمس كلارك على موقع الموسوعة البريطانية (الإنجليزية)
- جيمس كلارك على موقع مونزينجر (الألمانية)
- جيمس كلارك على موقع إن إن دي بي (الإنجليزية)